# Емельяновка (Московская область)
Емельяновка — деревня в Московской области России. Входит в городской округ Коломна.
Население — 718 чел. (2021).

## География
Расположена в южной части бывшего Озёрского района, на автодороге Р115 «Егорьевск — Коломна — Кашира — Ненашево», на правом берегу реки Большой Смедовы (бассейн Оки), примерно в 4,5 км к югу от центра города Озёры. В деревне 4 улицы — Новая, Садовая, Строительная и Школьная. Связана автобусным сообщением с городами Каширой и Озёры. Ближайшие населённые пункты — деревня Смедово и село Клишино.

## История
С 1994 до 2006 года входила в состав Клишинского сельского округа, с 2006 до 2015 года относилась к сельскому поселению Клишинское Озёрского района, с 2015 до 2020 гг. — к городскому округу Озёры.

## Население
| 2002 | 2006 | 2010 | 2021 |
| ---- | ---- | ---- | ---- |
| 744  | ↗850 | ↘841 | ↘718 |